# Sarah Barrand
Sarah Barrand, född 1 januari 1985 är en engelsk skådespelare som är mest känd för sin roll som fotbollshustrun Shannon i TV-serien Fotbollsfruar.
Hon växte upp i Southport i Merseyside.

## Filmografi
- 2008 – Stag Night
- 2008 – Caught in the Act